# Акроа
Акроа (Acroá, Akroá-mirim, Coroá) — мёртвый индейский язык, который принадлежит центральной ветви подгруппы же языковой семьи макро-же, на котором раньше говорил народ шокленг, проживающий на территории штата Баия в Бразилии.